# Hoven
Hoven är en sjö i Vallentuna kommun i Uppland och ingår i Norrtäljeån-Åkerströms kustområde. Sjön har en area på 0,278 kvadratkilometer och ligger 55 meter över havet.

## Delavrinningsområde
Hoven ingår i det delavrinningsområde (661234-164552) som SMHI kallar för Utloppet av Långsjön. Medelhöjden är 53 meter över havet och ytan är 18,69 kvadratkilometer. Det finns inga avrinningsområden uppströms utan avrinningsområdet är högsta punkten. Avrinningsområdets utflöde Bergshamraån (Bodalsån) mynnar i havet. Avrinningsområdet består mestadels av skog (72 procent). Avrinningsområdet har 1,49 kvadratkilometer vattenytor vilket ger det en sjöprocent på 8 procent. Bebyggelsen i området täcker en yta av 2,65 kvadratkilometer eller 14 procent av avrinningsområdet.